# Ливадища
 Тази статия е за историческото село в Неврокопско.  За селото в Солунско вижте Ливадаки (дем Солунски залив).  
Ливадища (на гръцки: Λιβαδάκι, Ливадаки, катаревуса Λιβαδάκιον, Ливадакион, до 1927 година Λειβάδιστα, Ливадиста) е обезлюдено село в Република Гърция, разположено на територията на дем Неврокоп (Неврокопи) в област Източна Македония и Тракия.

## География
Ливадища се намира на 680 m надморска височина в прохода, който води от Белотинци към долината на Места.

## История

### Етимология
Според Йордан Н. Иванов името Ливадища е от ливада и уголемителна наставка.

### В Османската империя
В XIX век Ливадища е българско село в Неврокопска каза на Османската империя. В 1889 година Стефан Веркович (Топографическо-этнографическій очеркъ Македоніи) отбелязва Ливадища като село с 52 български къщи. Александър Синве („Les Grecs de l’Empire Ottoman. Etude Statistique et Ethnographique“), който се основава на гръцки данни, в 1878 година пише, че в Ливадиста (Livadista), Мелнишка епархия, живеят 450 гърци. В „Етнография на вилаетите Адрианопол, Монастир и Салоника“, издадена в Константинопол в 1878 година и отразяваща статистиката на населението от 1873 година, Ливадища (Livadischta) е посочено като село с 52 домакинства и 180 жители-българи.
В 1891 година Георги Стрезов пише за селото:
| „ | Ливадища, на 7 1/2 часа на ЮИ от Неврокоп; лежи в едно долище между един поток. Околност планиниста и богата с гора: бук, елха, бор. Токо речи всички зидари; отиват по Драмско за работа. Църква св. Богородица, четат смесено; училище само българско с 20 ученика. 75 къщи само българе. | “ |

Съгласно статистиката на Васил Кънчов („Македония. Етнография и статистика“) към 1900 година Ливадища е българско християнско селище. В него живеят 450 българи християни. Според гръцката статистика, през 1913 година в Ливадища (Λειβάδιστα) живеят 482 души.
При избухването на Балканската война в 1912 година 28 души от Ливадища са доброволци в Македоно-одринското опълчение.

### В Гърция
През войната в селото влизат български войски. След Междусъюзническата обаче селото остава в Гърция. До 1920 година половината население на селото се изселва в България. След Търлиския инцидент в 1924 година и останалата част от жителите на селото - официално 266 души, се изселва в България. В селото са настанени гръцки бежанци от Турция. През 1927 година името на селото е сменено от на Ливадаки (Λιβαδάκι). Към 1928 година броят на гръцките бежански семейства в Ливадища е 45, а жителите на селото са 142 на брой.
Селото е обезлюдено през 60-те години.
| Година    | 1913 | 1920 | 1928 | 1940 | 1951 | 1961 | 1971 | 1981 | 1991 | 2001 | 2011 | 2021 |
| --------- | ---- | ---- | ---- | ---- | ---- | ---- | ---- | ---- | ---- | ---- | ---- | ---- |
| Население | 482  | 265  | 123  | 126  | 12   | 32   |      |      |      |      |      |      |

## Личности
Родени в Ливадища
- Георги Апостолов, македоно-одрински опълченец, 23-годишен, 3 рота на 5 одринска дружина[13]
- Георги Константинов Германов (1896 – 1938), български комунистически деец
- Георги Иванов Вълчинов (1882 – след 1943), македоно-одрински опълченец, земеделец, 1-ва рота на 4-та битолска дружина;[14] на 24 февруари 1943 година като жител на Братаница, Пазарджишко, подава молба за българска народна пенсия,[15] която е одобрена и пенсията е отпусната от Министерския съвет на Царство България[16]
- Иван Коцев Атанасов (1899 – 1944), български комунистически деец, ятак[17]
- Костадин Ливадишалията, български революционер, четник при Филип Цветанов
- Райчо Костадинов Германов (18 април 1908 – 2 март 1944), български комунистически деец, общ работник в Пловдив, партизанин от отряд „Антон Иванов“, убит при преследването на антонивановци в местността Кьошка[18]
- Христо Ангелов, македоно-одрински опълченец, 28-годишен, четата на Стоян Мълчанков[19]